# Hans Jacobsen (Unternehmer)

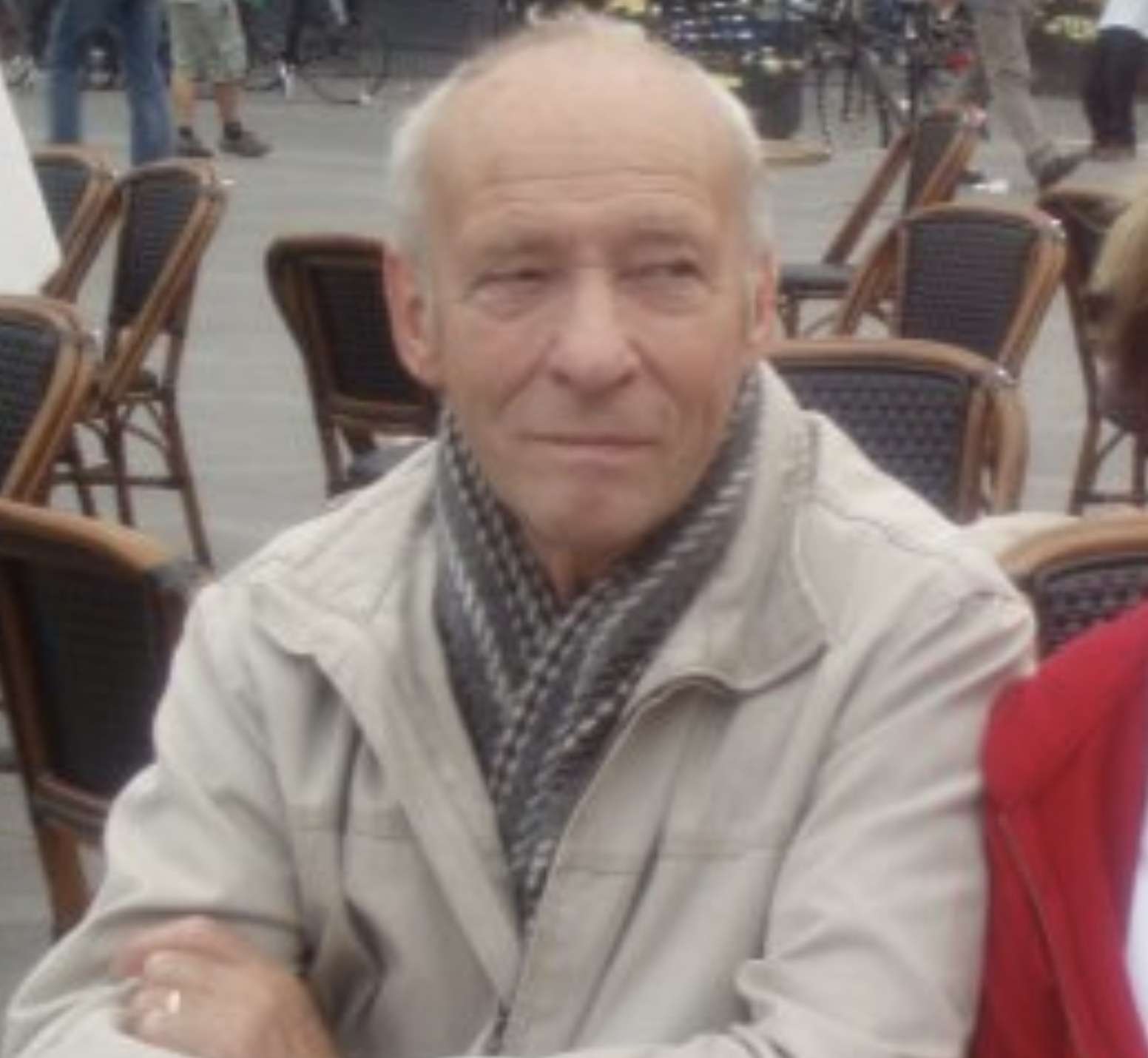
Hans á Bakka Jacobsen

Hans Jacobsen (* 29. November 1938 in Bakka in Glyvrar, Färöer; † 17. Dezember 2011), auch bekannt als Hans á Bakka, war ein färöischer Unternehmer und Gründer der größten Lachszucht der Färöer, Bakkafrost. Bakkafrost ist eines der größten Fischzuchtunternehmen der Welt mit einer Bilanzsumme von 12 Mrd. DKK (rund 1,6 Mrd. Euro, 2016).

## Leben
Hans Jacobsen, Sohn von Johan Hendrik Jacobsen aus Glyvrum und Jütta Sophie Jacobsen, geb. Jørgensen aus Miðvágur, hatte fünf Geschwister, drei Brüdern und zwei Schwestern. Das Gebiet im Dorf Glyvrar am Skálafjørður auf Eysturoy wird Bakka genannt, weshalb er den Beinamen Hans á Bakka erhielt. Die Familie lebte seit 16 Generationen bis ins 17. Jahrhundert zurück in der Gegend.
Nach der Grundschule besuchte Jacobsen die Volkshochschule der Färöer in Thorshavn, wo der färöische Dichter Símun av Skarði Rektor und Lehrer war. Als Jacobsen die Hochschule abgeschlossen hatte, nahm er an der Handelshochschule Købmandshvile in Rungsted ein Studium auf.
Die meisten Bewohner der Dörfer entlang des Skálafjørður waren mit der Heringsfischerei beschäftigt. 1912 wurde in Bakka ein Kühlhaus gebaut. Die Familie Jacobsen war seit vielen Generationen im Dorf Glyvrar tätig. Die Eltern besaßen ein Trockenhaus zum Trocknen von gesalzenem Fisch. Als in den 1960er Jahren die traditionellen Trockenhäuser auf den Färöer durch moderne Fischfabriken ersetzt wurde, wurde das Trockenhaus in Bakka geschlossen.
Nach seiner Rückkehr aus Kopenhagen musste sich Jacobsen arbeitsmäßig neu orientieren. So gründete er 1968 mit seinen Brüdern Roland und Martin Jacobsen einen Fischereibetrieb, der sich auf Marinieren und Verpacken von Heringsfilets spezialisierte. Sie bauten ihre Fabrik auf Bakka in Glyvrar und nannten das Unternehmen Bakkafrost.

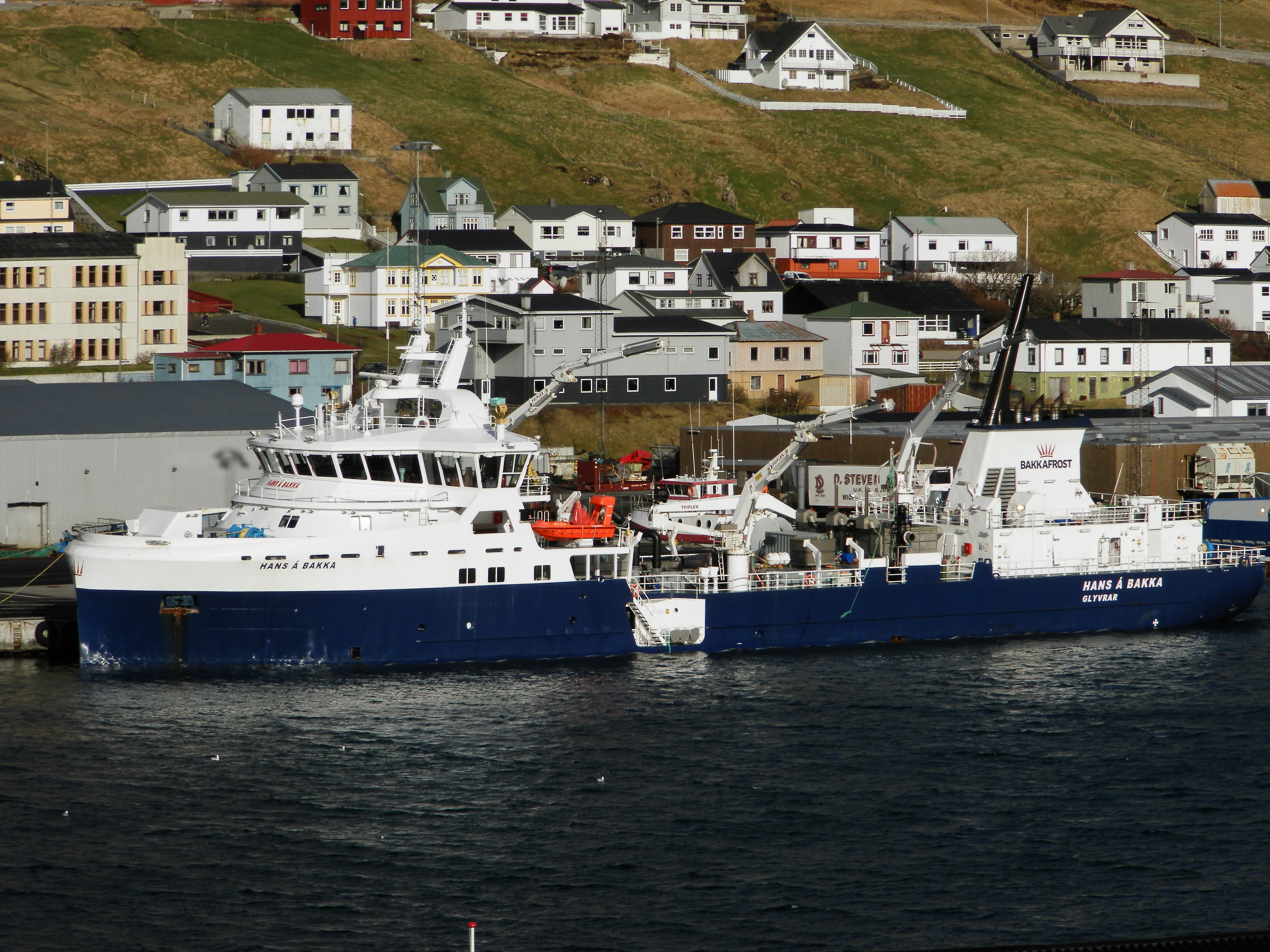
Das Fangschiff Hans á Bakka wurde 2015 gebaut

1972 baute Bakkafrost eine neue Fabrik, um Heringe in Dosen herzustellen. Die Fangschiffe landeten den Fisch direkt in der Fabrik in Bakka an.
Hans Jacobsen und seine Brüder versuchten, Wittlinge, Plattfische und Schwarzmund-Grundeln zu züchten, begannen 1979 mit der Lachszucht und erwarben 1986 die Firma Faroe Salmon.
1989 übergab Jacobsen die Position des Direktors an seinen Sohn Regin Jacobsen. Von 1990 bis 2007 war Hans Jacobsen Aufsichtsratsvorsitzender von Bakkafrost, danach bis 2010 Aufsichtsratsmitglied.

## Weitere Aktivitäten
Hans Jacobsen engagierte sich in der Gemeinde und war unter anderem zwölf Jahre lang Mitglied des Gemeinderates der Gemeinde Runavík und hatte auch andere Vorstandsämter in der Gemeinde inne.
Jacobsen war ein religiöser Mann und engagierte sich in der örtlichen Kirchengemeinde. Er half beim Bau des örtlichen Missionshauses, war Mitglied des Kirchenchors und Mitbegründer der Freikirche Keldan.